# 石慧芬
石慧芬（1981年10月—），贵州道真人，仡佬族，无党派人士。中华人民共和国政治人物、第十三届全国人民代表大会贵州省代表。

## 生平
2018年，石慧芬被选为贵州省出席第十三届全国人民代表大会代表。